# ニュースザウルスふくい
『ニュースザウルスふくい』は、2009年3月30日から福井県内のNHK総合テレビジョンで放送されているNHK福井放送局制作による『NHKニュース』のローカルニュース番組（地域情報番組）である。
本項目では、この番組の関連番組として2018年度から放送されている『福井ザクザク!掘らナイト』についても記載する。

## 概要
2009年3月30日に放送を開始した福井県内向けのニュース・情報番組で、2009年3月まで放送された『LIVE610』の後継番組に当たる。番組タイトルには恐竜の足跡が形取られていた。2018年に、後述の『ザウルス!今夜も掘らナイト』の放送開始に伴い、番組のロゴタイプをリニューアルした。
また、『ニュースザウルスふくい』で放送されるコーナーや特集は『ニュースザウルス845』や『おはよう福井』でも放送される。
2023年5月29日より、NHKプラスの「ご当地プラス（東海・北陸エリア）」において見逃し配信を開始した。

## 放送時間
- 平日 18:10 - 19:00（JST）

※祝日やオリンピック期間中は休止され、18:45から福井県内のニュースを放送。

## タイムテーブル
- 18:10 - オープニング、福井県のニュース
- 18:25頃 - 気象情報（福井県嶺北・嶺南、石川県加賀、京都府北部）
- 18:27頃 - ふくい百景（金曜日は「わたしのふくい百景」）
- 18:29頃 - 以降、特集および日替わりコーナー
- 18:50頃 - 交通情報、あすの動き
- 18:52頃 - 気象情報、次回予告・エンディング

※これまで放送されていた東京発の気象情報は、2011年9月をもって打ち切られた。

## 出演者

### 現在の出演者
- 五十嵐椋（メインキャスター、2021年3月29日 - 2023年3月31日・2024年4月1日 - ）
- 平塚柚希（メインキャスター、2025年4月7日 - ）
- 宮國愛梨 (2024年4月8日 - )
- 酒井智子 (2025年4月7日 - )
- 斎藤綾乃 (気象予報士、2024年4月3日 - )[4]

### 過去の出演者
- 小澤康喬（メインキャスター、2009年3月30日 - 2010年3月26日）
- 田中秀樹（メインキャスター、2010年3月28日 - 2012年3月30日）
- 勝呂恭佑（メインキャスター、2012年4月 - 2013年7月）
- 戸部眞輔（メインキャスター、2012年4月 - 2013年7月）
- 今道琢也（メインキャスター、2013年8月 - 2014年7月）
- 大橋拓（メインキャスター、2013年8月 - 2014年7月）
- 川崎寛司（メインキャスター、2014年8月 - 2018年3月30日）
- 角谷直也（メインキャスター、2018年4月2日 - 2022年3月25日[5][6]）
- 大谷舞風（メインキャスター、2023年4月10日 - 2024年3月22日）
- 小林陽広（メインキャスター、2023年4月3日 - 2025年3月21日）
- 杉田知恵美（サブキャスター、2009年3月30日 - 2010年3月26日）
- 鈴木愛悠（サブキャスター、2009年4月6日 - 2012年3月30日）
- 藤井千絵（サブキャスター、2010年4月5日 - 2011年3月10日）
- 藤田真梨子（サブキャスター、2011年4月5日 - 2012年3月23日）
- 出雲あや乃（サブキャスター、2012年4月 - 2015年3月）
- 別司愛実（サブキャスター、2015年4月 - 2018年12月7日[7]）
  - 降板後は、福井エフエム放送（FM福井）の『FUT Monthly Radio Program FUT LAB.』（2019年8月 - ）と『Morning Tune』（木曜、2020年4月 - ）、ならびに福井放送（FBCラジオ）の『午後はとことん よろず屋ラジオ』（火曜）[8]に出演している。
- 羽生ちひろ (サブキャスター、2023年4月 - 2024年3月22日）
- 太田実穂(サブキャスター、2020年4月 - 2025年3月28日）
- 上原美穂（リポーター)
- 平山裕子（リポーター）
- 奥貫仁美（リポーター）
- 高ヶ内芽衣→宮崎芽衣 （リポーター）
- 吉川明穂（リポーター）
- 今村有希（リポーター）
- 高井伴明（気象予報士、2014年3月28日まで）
- 河波貴大（気象予報士） [9]
- 二村千津子（気象予報士、2017年4月 - 2024年3月）

## 主なコーナー
毎日
- ふくい百景（月曜 - 木曜）・わたしのふくい百景（金曜）
  - 福井県内の未来に残したい風景をカメラマンのリポートによる紹介。
- 交通情報
  - JR・えち鉄・福鉄・小松空港の運行（運航）情報、および高速道路（北陸道・舞鶴若狭道）・国道の道路情報。

月曜
- 新・ふるさとキラリ
  - 北陸地方のNHK各放送局のキャスターおよびリポーターによる旅コーナー。
- 発掘 あの町この街
- 経済リポート

火曜
- まちかどボイス
  - 街頭インタビューに基づいて、毎週様々な話題を紹介している。
- 5050 ふくいのたまご
- CATV便り
- くらしセンスアップ

水曜
- 中継でGOざうるす
  - アナウンサーおよびキャスターによる福井県内各地からの中継コーナー。
- 気になる関西
  - 関西地方のNHK各放送局からのリポート。
- 見てみてマイビデオ
- ほやほや通信局

木曜
- 旬感ふくい人
  - 福井県内で活躍する人へのインタビューコーナー。
- NEXT50
- いま本ランキング

金曜
- ザウルススポーツ
  - 福井ミラクルエレファンツおよびサウルコス福井の情報を中心とした福井県内のスポーツ情報。また、このコーナーでは福井県域単独放送の番組『ザウスポFM』との連動で放送されている。
- ウィークリーふくい
- 教えて!気象台

## ニュースザウルス845・645
2014年度の放送から、平日の20:45のニュースを『福井ニュース845』から新たに『ニュースザウルス845』にタイトル変更。また、2015年度には、土曜・日曜の夕方のニュースも『ニュースザウルス645』にタイトルを変更した。ニュースフォーマットはいずれも『ニュースザウルスふくい』に準じている。
ニュースザウルス845
- 月曜日 - 金曜日 20:45 - 21:00（祝日・年末年始を除く）
  - 祝日・年末年始は、20:55 - 21:00に東海・北陸地方のニュース・気象情報を放送（12月31日を除く）。
  - 2018年度より、特別編成時の平日でも名古屋発の『ニュース845 東海・北陸』を放送する場合あり。ただし、2023年5月1日・2日の大型連休期間と2025年4月28日・30日 - 5月2日の大型連休期間は石川県・富山県ともにネット受けなし（東海3県・静岡県のみで放送された）。

ニュースザウルス645
- 土曜日・日曜日・祝日 18:45 - 18:59（※年末年始は18:50 - 19:00に放送）
  - キャスターは福井放送局のアナウンサー及び契約キャスターが交替で出演している。
  - 18:53 - 18:55（年末年始は18:55 - 18:57）の東京から全国の気象情報を放送。

- また、平日でも特別編成により本家『ニュースザウルスふくい』が休止となる場合には本家の代替番組として放送される（この場合は全国の気象情報も福井から伝える）。

## 福井ザクザク!掘らナイト
『福井ザクザク!掘らナイト』（ふくいザクザク!ほらナイト）は、2018年4月13日から福井県向けに放送されているNHK福井放送局制作の地域情報番組である。金曜日の19時台後半に不定期で放送される。2022年度までは『ザウルス！今夜も掘らナイト』という番組名であった。

### 概要
「福井の眠れる宝を掘り起こし、福井ライフを応援する」を番組のコンセプトとして2018年度に放送を開始した。番組開始の背景には、地域に貢献できる放送局を目指し全国の地域放送局から6局がパイロット局として選ばれ、福井放送局がそのうちの1局に選ばれたことである。番組のセットは福井の古地図を採用している。

### 出演者
司会
- パトリック・ハーラン（パックンマックン）[10][12]
  - 番組名は、かつてパトリックが出演し同じく総合テレビで放送されたバラエティ番組『英語でしゃべらナイト』にも由来する。
- 羽生ちひろ[12]

ナレーション
- 堀田和則[13] （ - 2022年度）
- 四本木典子[14] （2023年度 - ）

### 放送時間
本放送
- 金曜日 19:30 - 19:55（不定期放送）[10]
  - 金曜日の19時台後半は、原則として『ナビゲーション』の放送時間であるがこの番組放送時は休止となる。2018年度は『ナビゲーション』の日曜日の再放送が本放送扱いとなっていたが、2019年度はこれが廃止され、『ザウルス!今夜も掘らナイト』が放送された週は『サラメシ』の再放送が東海・北陸地方で唯一実施された。なお、2020年4月からは『ナビゲーション』の再放送が土曜日に移動したため、『サラメシ』の再放送は東海・北陸地方全域で実施されている。

再放送
- 日曜日 13:05 - 13:30（不定期放送）[10]